# Киловатчас
Киловатчас (означение: kWh, както и запис kW·h) е извънсистемна единица за измерване на работа и енергия, равна на работата, извършвана от една машина с мощност 1 киловат (kW) в продължение на 1 час. Киловатчас не принадлежи към международната система SI, но поради голямото ѝ практическо значение ISO позволява използването ѝ в специални области заедно с единиците SI. Тази единица в Международна система единици е от групата на производните единици със специално име ват (W), обозначавана със символ с главна буква, поради това че е собствено име. В българските популярни издания понякога се употребява означението кВтч вместо kWh.
Връзката между енергия, измервана в джаули (J), и мощността, измервана във ват (W), и времето в секунди (s) е в съответствие с математическата зависимост:
{\displaystyle W={\frac {J}{s}}}, което за производната единица ват за мощност, изразена чрез основните величини в международната система е:
{\displaystyle W=m^{2}.kg.{1 \over s^{3}}}
Стандартната представка множител кило- (1000) към производните единици прави единицата измерител по-близка за възприемане на моментната мощност т.е. kW. С включването на интервала от време (1 час), еднозначно се измерва изразходваната енергия за извършване на определена работа с определена мощност. Киловатчасът е една от най-популярните единици, тъй като с нея се измерва консумираната от потребителите електрическа енергия. Чрез SI-единицата джаул тя се изразява така:
{\displaystyle \mathrm {kW\cdot h} =(3600\,\mathrm {s} )\lbrack \mathrm {kW} \rbrack =3600\,\lbrack \mathrm {s} \rbrack {\Bigg \lbrack }{\frac {\mathrm {kJ} }{\mathrm {s} }}{\Bigg \rbrack }=3600\,\mathrm {kJ} =3.6\,\mathrm {MJ} }

## Измерване разхода на електрическа енергия
За измерване на разходваната електрическа енергия се използват електромери, които директно отчитат стойността на консумираната енергия в kWh. Използват се механични и електронни конструктивни схеми.

## Примери
Печка с мощност 1000 W (1 kW), работеща за 1 h (час), разсейва енергия 1 kWh (или 3,6 MJ).
Крушка от 60 W за един час консумира 0,06 kWh енергия, а примерно за хиляда часа – 60 kWh.
Ако една крушка от 100 W свети по 1 час на ден в течение на 30 дни, изразходваната енергия е:
100 W x 30 h = 3000 Wh = 3 kWh (или 10,8 MJ).